# Robleis
Tomás Arbillaga (Olavarría, Buenos Aires, el 1 de octubre de 1998), conocido artísticamente como Robleis, es un youtuber, celebridad de internet.
Con 19,1 millones de seguidores, es el tercer youtuber más seguido de Argentina, también es el décimo streamer de Twitch con más seguidores de habla hispana y el trigesimooctavo de toda la plataforma con 5,87 millones.Aunque actualmente crea contenido en Kick. En la cual es el séptimo con más seguidores en habla hispana dentro de esta plataforma.

## Biografía
Tomás Arbillaga nació el 1 de octubre de 1998 en Olavarría, provincia de Buenos Aires. Fue el segundo hijo de su familia, vivió con su madre y padre toda su infancia. Tiene dos hermanos, Thiago y Matías Arbillaga. Abrió su primer canal de YouTube en 2011 con la edad de 13 años bajo el alias mrtuco08, donde subió cuatro videos de Counter Strike 1.6.Su primer video de este canal llamado «El Cs en Real» donde el actúa como los personajes del videojuego en la vida real. 
Luego creó otro canal llamado necA808 donde subió otros cuatro videos, tres de ellos de Counter Strike 1.6 y el último sobre el videojuego Dragon City. El primer video subido a este canal llamado «Videofrag [Counter Strike] 100 fps». 
Después de esto cambio a un contenido humorístico, creando en 2012 el canal Estrenate una risa, donde subiría videos humorísticos con su hermano Thiago, este canal también lo abandonaría en 2013 pasando a su canal actual RobleisIUTU en el que empezó a subir videos de terror, retos y Gameplays como Minecraft, Bottle Flip challenge, Fortnite y Five Nights at Freddy's. Su nombre artístico proviene de su barrio de pequeño Los Robles, en Olavarría, como él ha declarado en videos.
En 2018 creó RobleisJAJA canal secundario para dedicarse exclusivamente a Fortnite, posteriormente lo cambiaría a contenido de Free Fire y después a uno de CS:GO. Pero actualmente este canal lo utiliza para subir partes de los streams para aprovechar más el contenido hecho en Kick.
En 2024 se anunció que el será participante de Parense de Manos, una pelea de boxeo entre streamers, luchando contra el streamer argentino Tomás Mazza el día 19 de diciembre del mismo año.

## Carrera musical
En 2021 lanzó su primer tema con su hermano Matías, titulado «Dejalo atrás» en su canal de música llamado Robleis Music, producido por Big One en su canal Robleis Music. De ahí siguió sacando nuevas canciones siendo producidas por Estani en las que destacan: «Huracán», «Portal», «Una Noche Más», «Motores», «Tu Despedida» y «SOLO», está última hablando sobre la comunidad LGBT, profundizando sobre su orientación sexual homosexual. También ha colaborado con diferentes artistas como, Lil Cake en «MALA», Ángela Torres en «OMG», Miranda! en «Loro» y Ráfaga en «Lloré» en su álbum debut llamado Desde el huracán lanzado el 9 de noviembre de 2023.
En los Premios Esland del 2023 de Ciudad de México ganó la categoría a la canción de año por «SOLO».

### Shows
Los primeros espectáculos de Robleis tuvieron lugar los días 1, 2 y 3 de diciembre de 2021 en el Teatro Vorterix con el «Proyecto Robleis», los cuales fueron todo un éxito con entradas agotadas.
En 2022, realizó en total 11 presentaciones. Una de las primeras ocurrió en enero de ese año, cuando se presentó en Olavarría, su ciudad natal, en el Teatro Municipal. Posteriormente en abril de 2022 hizo un show en Tecnópolis y, pocos días después, el 24 de abril, anunció sus espectáculos en el Teatro Gran Rex, donde agotó las entradas en cada una de las 5 funciones programadas para el 19, 20 y 21 de agosto, así como el 6 y 15 de noviembre. En junio, tuvo su debut internacional fuera de Argentina, en Barcelona, España, seguido de otro espectáculo en Madrid. Dos meses más tarde, se presentó en Uruguay y, para finalizar el año, realizó una Claro Session el 2 de noviembre.
2023 fue un año donde no se realizaron tantos shows, La primera fue el 4 de marzo en Chile, seguida de otra en México ese mismo mes y una en Uruguay el 4 de abril. Ese mismo año fue invitado a ser el telonero del artista Jackson Wang en su presentación en el Movistar Arena de Argentina.
Durante el mes de septiembre, inspirado por su anterior participación en el show de Jackson Wang, anunció el cual sería su show más importante hasta ahora, que sería el 16 de diciembre en el Movistar Arena pero debido a que las entradas se agotaron, decidió anunciar otra fecha más para el 17 de diciembre, la cual también se agotó.
En 2024 Robleis se presentó el 16 de marzo en evento Lollapalooza Argentina donde cantaría junto a artistas como Soledad Pastorutti para luego, en finales de 2024 subiría un video a su cuenta de Instagram anunciando su nueva gira nacional e internacional bajo el nombre de «Huracán Tour», donde realizará presentaciones en varias provincias de Argentina y algunos países de Latinoamérica, entre ellos México o Perú.  Ese mismo año pero en octubre, Robleis anunciaría su participación en la Argentina Game Show de Tecnopolís el día 13 de ese mismo mes.

## Premios y nominaciones
| Año  | Premio              | Categoría               | Resultado |
| ---- | ------------------- | ----------------------- | --------- |
| 2022 | Premios Esland 2022 | Canción del Año         | Nominado  |
| 2022 | Premios Quiero 2022 | Mejor músico Influencer | Ganador   |
| 2023 | Premios Esland 2023 | Canción del Año         | Ganador   |

## Discografía
Robleis en su carrera musical ha publicado 30 canciones, una versión acústica de su tema Dejalo Atrás en 2021 y participó en 6 canciones: «Bronceado Remix» - Márama, Robleis y MYA. «Te Esperaré» - Estani «Bien x Vos» - Seven Kayne. «Por Qué Será» con La K´onga, en «Escondido» - Adexe y Nau y en el remix de Agüita con Ráfaga, canción que tocó originalmente en su Movistar Arena como sorpresa. En agosto de 2025 sacó "POV" junto con COSMIC KID

### Álbumes
- Desde el huracán (2023)
- POV (2025)